# 中部合同電気
中部合同電気株式会社（ちゅうぶごうどうでんき かぶしきがいしゃ）は、昭和戦前期に存在した日本の電力会社である。岐阜県東濃地方と長野県木曽地域にまたがる地域を供給区域とした。
設立は1937年（昭和12年）。大手電力会社東邦電力の傘下企業で、同社の多治見区域を核に計8社の事業を統合した。国による電気事業統制が強まる中での過渡期的企業であり、1942年（昭和17年）に配電統制令に基づき中部配電（中部電力の前身）に統合されており存立時期は短期間である。

## 会社設立の経緯
1930年代後半の日本では、電気事業に対する国家統制強化（電力国家管理）を目指す動きが強まり、国策会社日本発送電を通じた政府による発電・送電事業の管理を規定した「電力管理法」が民間電力会社の抵抗を排して1938年（昭和13年）4月公布に至った。他方で配電事業については、この段階では国策配電会社による統制という政策は打ち出されず、小規模事業の整理・統合を推進しつつ国による監督を強化する、という程度に落ち着いた。1937年（昭和12年）に電力国家管理の国策が定められると、監督官庁の逓信省では小規模事業の整理統合という方針を具体化すべく、同年6月主要事業者に対して隣接する小規模事業を統合して設備の強化・都市農村間の料金格差是正を図るよう勧奨した。これを受けて以後全国的に事業統合が活発化することになる。
事業統合が活発化する以前の岐阜県東濃地方（土岐郡・恵那郡）および長野県木曽地域（西筑摩郡、現・木曽郡）は多数の電気事業者が密集する地域であり、1936年末時点では中部電力（岡崎）・矢作水力・大同電力・妻木電気・中央水力電気・三濃電気・東濃電化・中津電気・阿木電気・木曽電気・木曽発電・木曽川電力の民間12社と土岐郡駄知町・恵那郡明知町ほか10村が個々に経営する計12の公営電気事業によって供給区域が分割されていた。これらの地域を管轄する逓信省の名古屋逓信局では事業統合の方針を定め、関係事業者をたびたび招集して事業者が自主的に買収・合併その他の方法を講じて当局の方針を実現するよう勧奨した。これに応じて、中部電力を合併（1937年8月実施）した東邦電力と矢作水力・妻木電気・東濃電化・中津電気・木曽電気・木曽発電の計7社が事業の全部または一部を新会社へと譲渡し、東濃・木曽地域の電気事業を合同すると決定した。
1937年8月、前記7社の代表者協議で新会社「中部合同電気株式会社」について、資本金は500万円（設立時125万円払込）、株式の半数を東邦電力関係で持つ、株式払込期日を9月1日として創立総会を9月6日に開く、役員は妻木電気・東濃電化を除いた5社から選出する、といった事項が決定される。そして予定通り1937年9月6日付で創立総会が開かれて中部合同電気は発足した。代表取締役社長社長には東邦電力専務の海東要造、専務取締役には東邦電力関西区域駐在取締役の山田平十郎が就任。本社は事業地ではなく愛知県名古屋市中区西松枝町1番地（東邦電力名古屋支店所在地）に構えた。
具体的な中部合同電気への統合対象は、妻木電気・東濃電化・中津電気・木曽電気の4社と東邦電力多治見区域、矢作水力岩村区域、それに木曽発電の配電事業であった。これに加えて木曽川電力も統合するよう名古屋逓信局は動いていたが、木曽川電力は統合への参加を見送った。逓信本省では木曽川電力の不参加を問題視して会社側提出の事業譲受け認可申請をすぐに認可せず、統合期日の12月1日が過ぎたため会社側と紛争を生じたが、結局翌1938年（昭和13年）6月に木曽川電力を除いた7社からの事業譲受が認可される。そして同年8月1日、事業の引継ぎを完了して中部合同電気の開業に至った。
さらに開業1年後の1939年（昭和14年）11月1日、中央水力電気から追加で事業を譲り受けた。同社は小規模事業者のため当初の統合対象から一旦外されていた事業者である。以後中部合同電気による事業統合は行われていない。

## 被統合事業の沿革
以下、中部合同電気が統合した8事業についてその概要を記述する。

### 東邦電力多治見区域
岐阜県土岐郡多治見町（現・多治見市）では、雑貨商加藤喜平と弟・乙三郎により多治見電灯所が起業された。最初の発電所は1906年（明治39年）庄内川（土岐川）に完成し、多治見町と隣の可児郡豊岡町（1934年多治見町に編入）を供給区域として開業した。多治見電灯所はその後周辺町村への供給区域拡大や窯業の電動化など事業を拡大していく。1924年（大正13年）には愛知県岡崎市の電力会社岡崎電灯の資本参加を得て、資本金200万円の中部電力（多治見）となった。
1930年（昭和5年）、岡崎電灯が大手電力会社東邦電力の傘下に入って中部電力（岡崎）へと再編された際、中部電力（多治見）も同社へ合併された。その7年後の1937年（昭和12年）8月、中部電力（岡崎）は親会社東邦電力に吸収される。次いで中部合同電気設立にあたり、東邦電力では中部電力（岡崎）から引き継いだばかりの多治見区域（旧多治見中部電力区域）を分離することとなり、同年9月13日、中部合同電気との間に事業譲渡契約を締結した。譲渡価格は222万1816円。譲渡区域は以下の通りであった。
- 土岐郡多治見町・市之倉村・土岐津町・下石町・妻木町（一部）・肥田村・泉町・瑞浪町・土岐町・稲津村
- 可児郡池田村（一部）・小泉村
- 恵那郡陶町・鶴岡村（一部）・吉田村・三濃村（一部）
- 愛知県西加茂郡小原村（一部）

なお発電所は土岐川発電所ほか4か所（総出力879キロワット）が中部合同電気に移管されている。

### 妻木電気
多治見町の南東に位置する土岐郡妻木村（1931年より妻木町、現・土岐市）は、1910年の段階では多治見電灯所の供給区域に含まれ、同社により電灯が取り付けられていたが、1912年（大正元年）11月に妻木電気株式会社が妻木村およびその両隣の土岐郡笠原村・鶴里村を供給区域とする電気事業の許可を取得し、多治見電灯所の供給区域からは外れた。その妻木電気は翌1913年（大正2年）4月11日付で妻木村に設立。設立時の資本金は5万円で、取締役には妻木村の那須金三郎や多治見町の加藤喜平など土岐郡内の人物が名を連ねる。
1914年（大正3年）10月10日、妻木電気は村内の妻木川（庄内川水系）に設けた出力48キロワットの水力発電所を電源に開業した。次いで1926年（大正15年）4月笠原町滝呂に出力100キロワットのガス力発電所を完成させる。ただしこの滝呂予備火力発電所は1934年（昭和9年）6月に廃止されており、中部合同電気統合前の1937年末時点での自社電源は妻木川発電所に限られ、東邦電力からの受電高750キロワットよりも小さい。同年8月末時点の供給成績は電灯8902灯（別に休灯20灯）・電力462.0キロワット・電熱その他16.0キロワットであった。なお1932年7月に妻木町のうち大平集落が中部電力（岡崎）区域に移行しており、供給区域は土岐郡妻木町の一部および笠原町・鶴里村という形に変わった。
経営面では2度の増資が行われた。まず1921年（大正10年）1月5万円の増資が決議される。次いで1930年6月一挙に240万円の増資が決議され、資本金250万円の会社となった。この間の1929年（昭和4年）4月に岡崎電灯の傘下に入っており、1930年8月27日付で本店も妻木村から中部電力（岡崎）のある岡崎市へと移転した。中部電力傘下時代は証券保有会社としての機能を持たされており、中部電力の完全子会社という立場にありながら同社の大株主でもあった。1935年（昭和10年）5月、減資により資本金200万円となる。次いで中部電力が東邦電力に合併された直後の1937年9月17日付で本店を岡崎から東京市麹町区（現・千代田区）へと移転した

### 中央水力電気
岐阜県恵那郡西部の中野方村（現・恵那市中野方町）では、1920年（大正9年）2月15日、資本金8万円をもって中央水力電気株式会社が設立された。村内の野瀬地区で企画されていた集落の自家発電計画を拡張する形で、村全体や周辺地域への供給を目的として起業された会社である。初代社長は中野方村長の柘植武三郎が務める。
名古屋逓信局の資料によると中央水力電気は1921年10月1日付で開業した。電源として中野方村字糟里、中野方川（木曽川支流）に出力50キロワットの水力発電所を新設。まず中野方村内に配電を始め、次いで翌1922年（大正11年）3月から中野方村の南西にある加茂郡飯地村でも順次点灯を開始する。さらに村の南東、中野方川の下流にある笠置村大字河合および大字姫栗の加須里集落での供給を同年11月末に開始した。
他の事業者よりも1年遅れた1939年（昭和14年）11月1日付で中部合同電気へと事業を譲渡した。統合時の資本金は8万円。1937年2月末時点における供給成績は電灯1805灯（別に休灯50灯）で、同年末時点における供給区域は恵那郡中野方村・笠置村と加茂郡飯地村の3町村で変わりはない。事業譲渡後、中央水力電気は1939年11月14日付で会社を解散した。

### 東濃電化

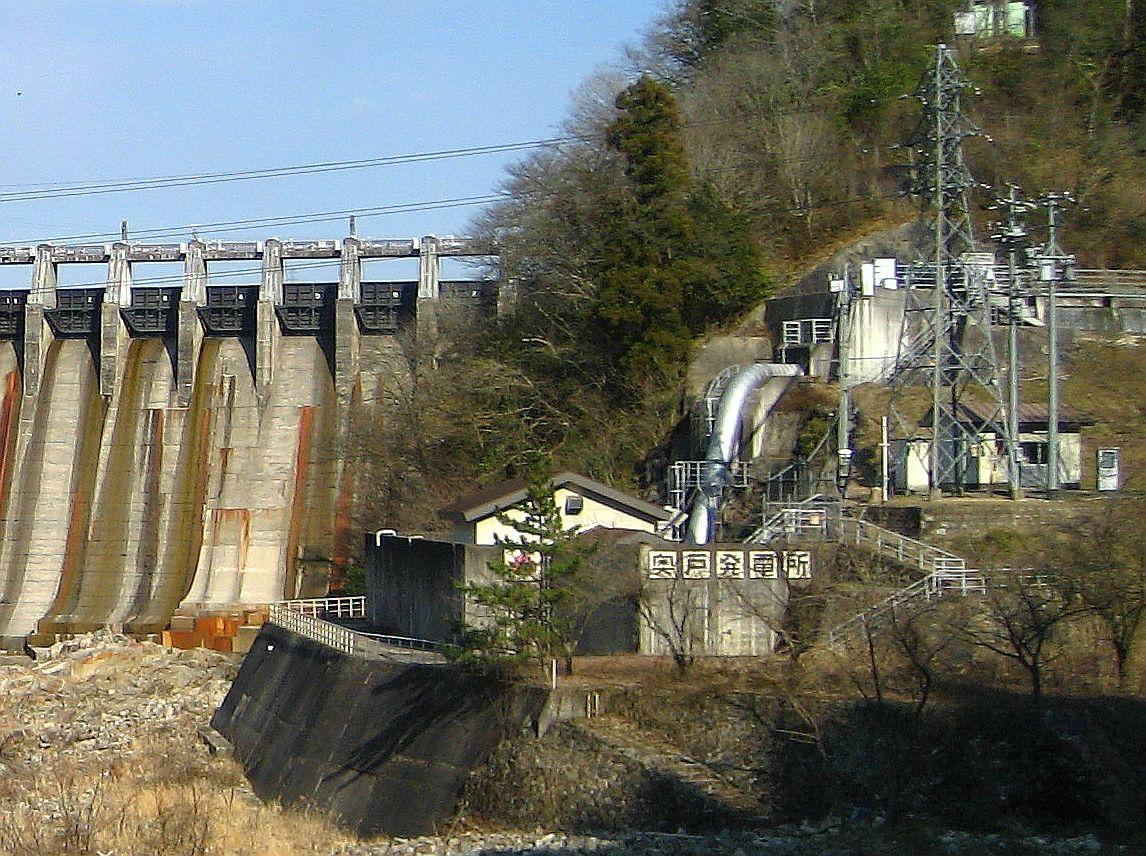
東濃電化が建設した奥戸発電所（2007年）

1913年10月、恵那郡長島町・東野村（どちらも現・恵那市）の有志によって阿木川（木曽川支流）の水利権出願がなされた。水利権許可ののち大井電気株式会社の起業手続きが進められ、1918年（大正7年）6月26日付で資本金50万円にて会社設立に至った。所在地は恵那郡大井町（現・恵那市大井町）。設立3か月後の9月25日付で社名を大井電気から東濃電化株式会社へと改めている。設立当初は武儀郡美濃町（現・美濃市）の電力会社板取川電気が全1万株のうち3000株を持つ筆頭株主であり、同社社長の武藤助右衛門が社長を兼ねていた。
1919年（大正8年）11月5日、発電所その他が完成し東濃電化は供給事業を開業した。当初の供給区域は恵那郡のうち東野村・長島町（大字久須見・永田）・武並村・余戸村（1921年釜戸村と大湫村に分割）。翌1920年8月には大井町字長島での供給も始めて供給区域を5町村としている。こうした供給事業に加えて電気化学工業の経営も起業時から会社の目的に含まれており、第一次世界大戦勃発によって需要が増加していた炭化カルシウム（カーバイド）を製造すべく大井町字的ヶ屋敷に工場用地を確保していたが、大戦終結によってカーバイドの市況が悪化したため電気化学工業への進出は断念された。阿木川の発電所は450キロワットの発電力があり、余剰電力については周囲の電気事業者へと売電した。
1937年10月6日、東濃電化は臨時株主総会にて中部合同電気に対する供給事業・財産の譲渡と譲渡実行と同時に会社を解散する旨を決議した。譲渡時の資本金は50万円。1937年11月末時点の供給成績は電灯4161灯（別に休灯1080灯）・電力299.8キロワット・電熱その他8.7キロワットで、同年末時点における供給区域は先に挙げた6町村のままであった。翌1938年8月1日、東濃電化は解散した。

### 矢作水力岩村区域

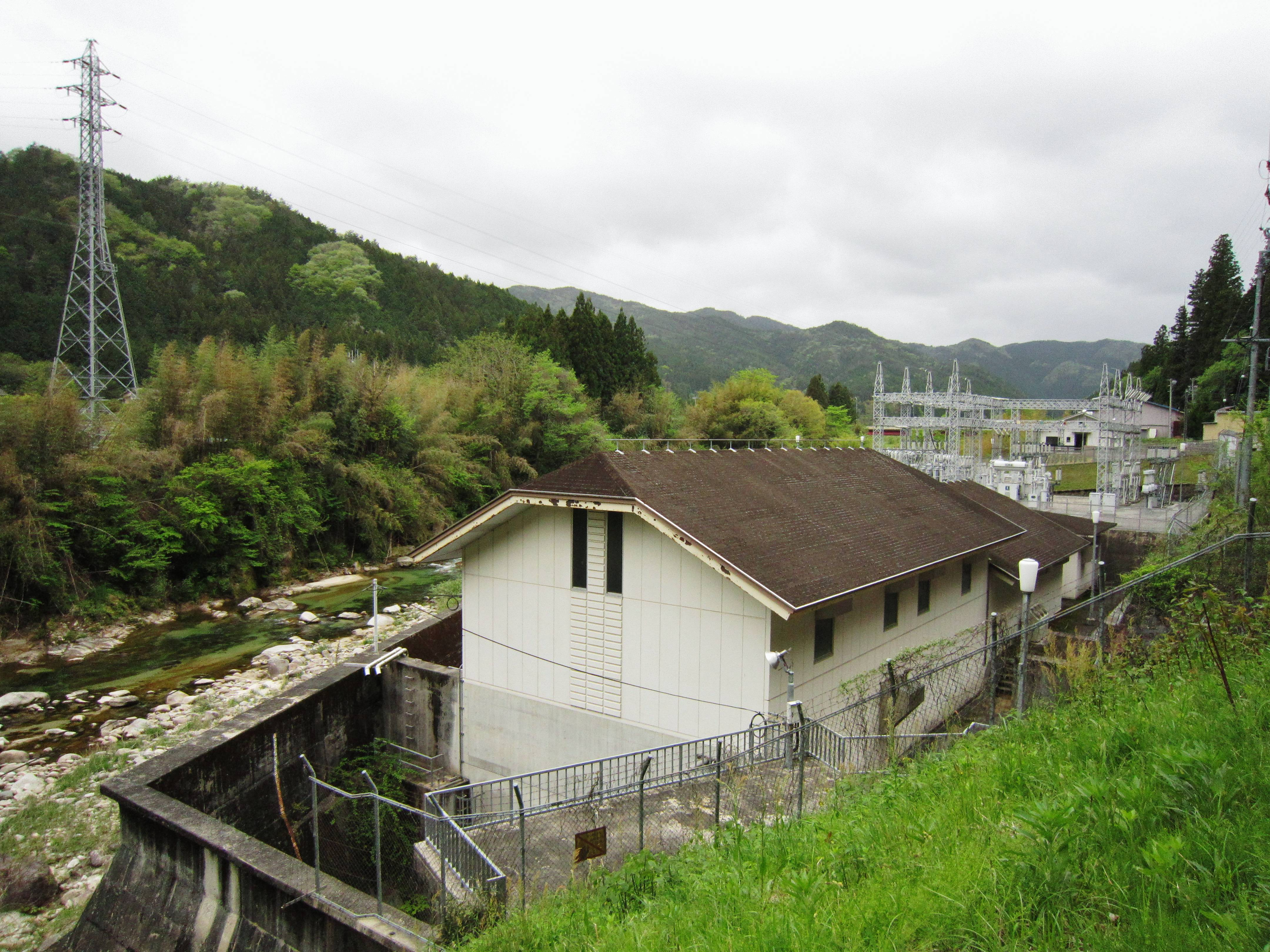
矢作水力の発電所の一つ下村発電所（2012年）

1906年に恵那郡大井町・岩村町（ともに現・恵那市）間に電気鉄道を完成させた岩村電気軌道は、翌1907年（明治40年）より沿線町村を中心として電気供給事業も開業した。その後1920年に岩村電気軌道は矢作水力に合併される。矢作水力では建設中の矢作川水系発電所の地元でも供給を開始しており、岩村電気軌道継承分とをあわせ岩村地区では恵那郡大井町・長島町（大字中野・正家）・坂本村（大字茄子川）・本郷村・岩村町・上村・下原田村および愛知県北設楽郡稲橋村・武節村（1940年合併し稲武町）の9町村が供給区域となっている。
中部合同電気に対する岩村営業所管内の電気供給事業譲渡は1937年10月26日の株主総会にて決議された。岩村区域の譲渡後、矢作水力の供給区域は岐阜県内からなくなっている。なお矢作水力の発電所は中部合同電気に対する譲渡対象とはなっていない。

### 中津電気
恵那郡東部の中津町（現・中津川市）では、1906年4月中津川（木曽川支流）に出力60キロワットの大西発電所が完成したことで供給事業が開業した。事業者は地元有志の出資による「中津川電力社」である。2年後の1908年（明治41年）、これを株式会社に改組して資本金3万円で中津電気が設立された。
1916年（大正5年）に中津電気はガス会社の中津瓦斯を合併し都市ガス供給事業の兼営を始めるが、翌年にはガス事業を廃業、1923年（大正12年）には社名を中津電気へと戻している。同年には2つ目の発電所である川上発電所（後の高橋発電所）が完成し、翌年の大西発電所の出力引き上げとあわせて自社発電力は計680キロワットとなった。
中部合同電気の設立にあたっては、同社との間に1937年8月22日付で事業譲渡契約を締結する。最終的な供給区域は中津町・苗木町と坂本村・阿木村の各一部であった。翌1938年8月1日付で中津電気は解散した。

### 木曽電気

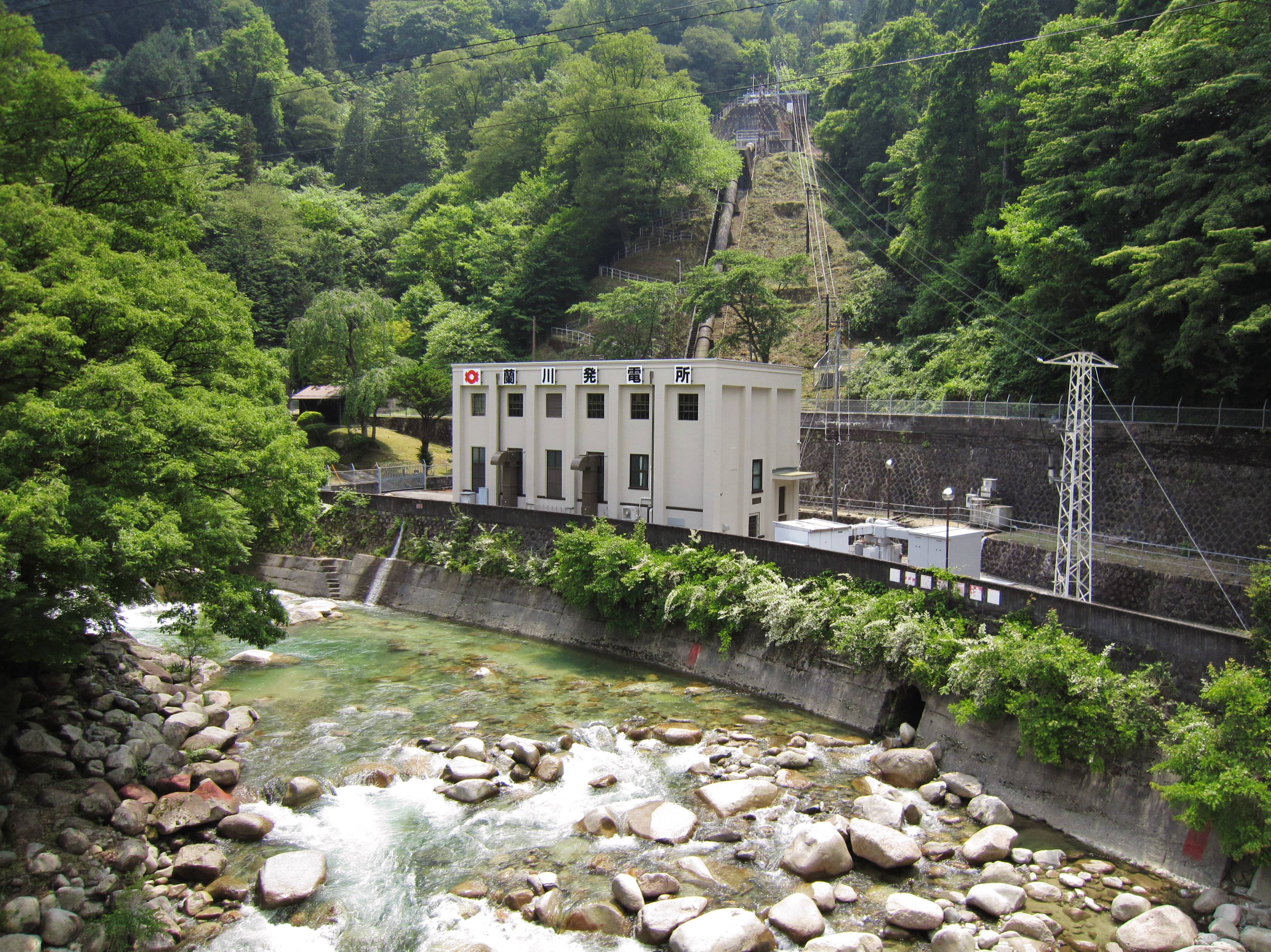
木曽電気が建設した蘭川発電所（2011年）

岐阜県恵那郡北部（現・中津川市北部）とその東隣にあたる西筑摩郡南部（現・木曽郡南木曽町）では、当初「恵北電気」「付知電気」「木曽電気」という3つの事業計画が別個に発起されていたが、最終的に木曽電気へと一本化され、1913年に資本金10万円で会社設立に至った。会社所在地は恵那郡坂下町。木曽電気ではまず恵那郡川上村にて発電所建設に着手し、1914年4月岐阜県側で開業する。次いで1916年に長野県側での供給を開始した。
1925年（大正14年）には長野県側の蘭川（木曽川支流）に蘭川発電所を完成させた。発電所出力は1200キロワットであり、既設の川上川発電所とあわせて自社発電力は1300キロワットに増加している。なお1932年より蘭川発電所の一部発生電力は木曽発電山口変電所（賤母発電所構内所在）を通じて大同電力へと送電されるようになった。供給高は1937年末時点で880キロワットである。
中部合同電気の設立にあたっては、同社との間に1937年8月20日付で事業譲渡契約を締結する。最終的な供給区域は岐阜県側では福岡村・付知町・川上村・坂下町、長野県側では神坂村・山口村・田立村・吾妻村・読書村の計9町村であった。翌1938年8月1日付で木曽電気は解散した。

### 木曽発電大桑区域

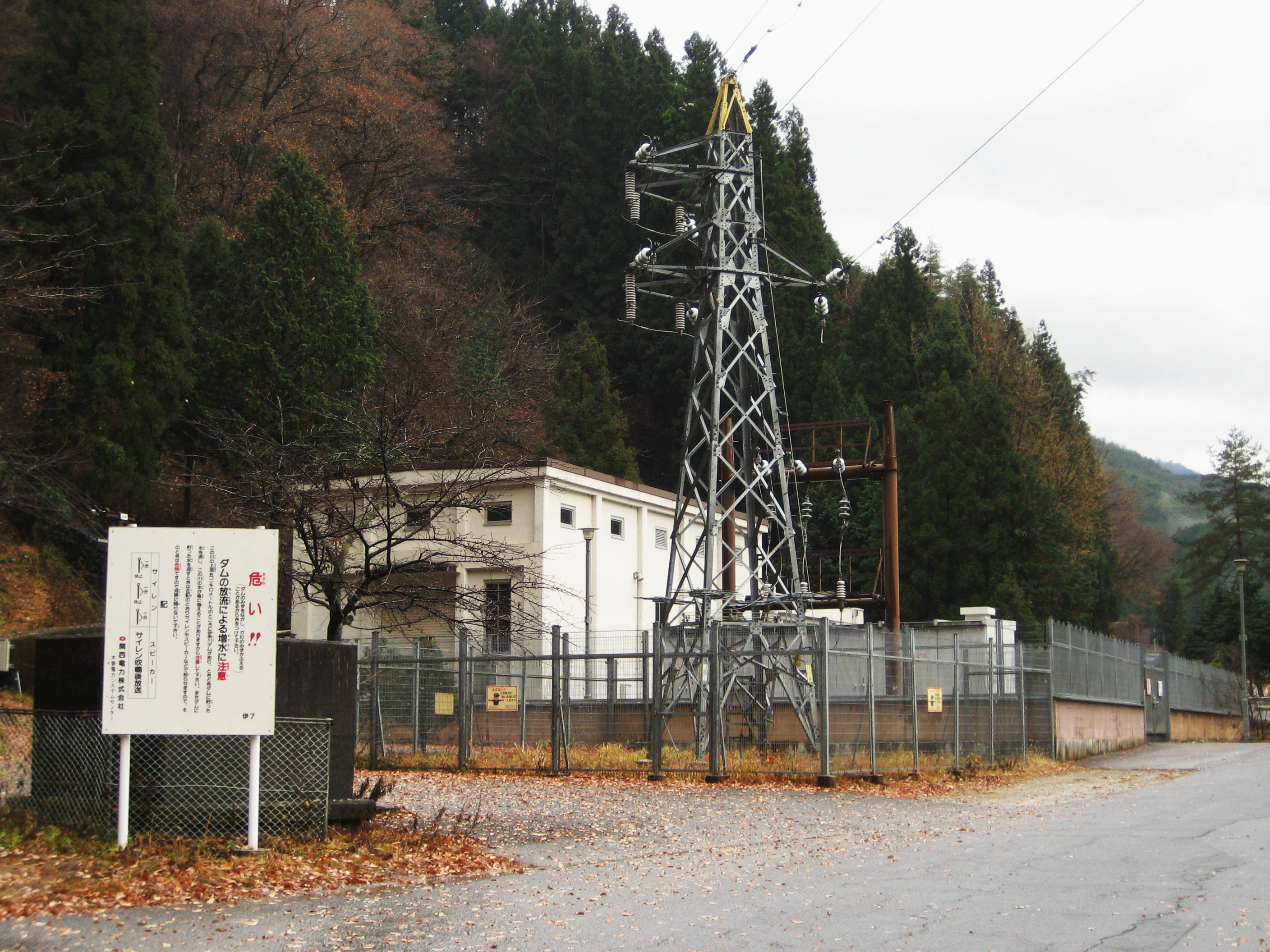
木曽発電の発電所の一つ田光発電所（2007年）

長野県西筑摩郡大桑村では、1918年に村の要望に応ずる形で村内に製紙工場を構える木曽興業が兼営の電灯供給事業を開業した。会社はその後中津川の中央製紙に吸収され、さらに樺太工業へと合併される。工場については樺太工業木曽工場として操業したものの不況のため1928年（昭和3年）に閉鎖された。工場閉鎖にあたり、残された大桑村での供給事業と発電設備は木曽川開発を手掛ける大手電力会社大同電力が引き取ることとなり、受け皿となる子会社伊那川電力（後の木曽発電）が1928年11月に発足、同年12月樺太工業から事業・設備を引き継いだ。
中部合同電気設立にあたり、木曽発電では大桑村における供給事業と配電設備・需要者屋内設備を譲渡することになり、1937年8月20日付で同社と譲渡契約を締結した。譲渡価格は7万1378円で、契約時の電灯取付数は4345灯であった。供給事業譲渡後の木曽発電は配電事業を持たない電力卸売りの電力会社となり、3年後の1941年（昭和16年）に日本発送電へ全設備を出資して解散した。

## 統合後の供給区域
中央水力電気統合後、1939年末時点における中部合同電気の供給区域は以下の3県7郡・16町32村である。
| 岐阜県 | 土岐郡 （8町6村）  | 多治見町・市之倉村・笠原町（現・多治見市）、 鶴里村・妻木町・下石町・土岐津町・肥田村・泉町（現・土岐市）、 瑞浪町・稲津村・土岐町・釜戸村・大湫村（現・瑞浪市） |
| 岐阜県 | 可児郡 （2村）     | 池田村【大字廿原を除く】・小泉村（現・多治見市） |
| 岐阜県 | 加茂郡 （1村）     | 飯地村（現・恵那市） |
| 岐阜県 | 恵那郡 （8町14村） | 中野方村・笠置村【一部】・武並村・長島町・大井町・東野村・本郷村・岩村町・上村・下原田村・三濃村【大字横通の一部】・吉田村・鶴岡村【大字田代】（現・恵那市）、 陶町（現・瑞浪市）、 中津町・坂本村・阿木村【字川上】・苗木町・福岡村・付知町・川上村・坂下町（現・中津川市） |
| 長野県 | 西筑摩郡 （6村）   | 神坂村・山口村（現・岐阜県中津川市）、 田立村・吾妻村・読書村（現・南木曽町）、 大桑村 |
| 愛知県 | 西加茂郡 （1村）   | 小原村【大字東市野々・小】（現・豊田市） |
| 愛知県 | 北設楽郡 （2村）   | 稲橋村・武節村（現・豊田市） |

### 備考
公表分で最も遅い、1939年9月末時点での中部合同電気の供給成績は、電灯13万1717灯、電力供給7887キロワット、電熱その他供給2793キロワットであった。
岐阜県土岐郡・恵那郡における中部合同電気供給区域外の地域はほとんどが公営（町村営）電気事業の供給区域にあたる。1939年末時点では、土岐郡では駄知町・曽木村・明世村・日吉村の1町3村、恵那郡では明知町・静波村（供給区域に串原村の一部を含む）・遠山村・鶴岡村・三郷村・阿木村・蛭川村・加子母村・落合村の1町8村がそれぞれ公営電気事業を経営する。このうち明知町・蛭川村は電源の一部、日吉村・遠山村・鶴岡村・三郷村はすべての電源を中部合同電気からの受電に依存している。
また恵那郡と長野県西筑摩郡に供給区域を有する公営事業者以外の周辺事業者には、1939年末時点で東邦電力・日本発送電・木曽川電力の3社があった。東邦電力区域は恵那郡三濃村・串原村の各一部で、三濃村にあった小事業者三濃電気から1938年3月に譲り受けた区域にあたる。日本発送電区域は旧大同電力区域で串原村の一部と西筑摩郡三岳村・王滝村。木曽川電力は西筑摩郡福島町・上松町ほか郡北部6村に供給する。

## 発電所一覧
中部合同電気が保有していた発電所は以下の通り。すべて水力発電所で、特記のないものは岐阜県内に位置する。
| 木曽川水系の発電所 | 木曽川水系の発電所 | 木曽川水系の発電所                                              | 木曽川水系の発電所                     | 木曽川水系の発電所 | 木曽川水系の発電所                                              |
| 発電所名           | 出力 (kW)          | 所在地・河川名                                                  | 所在地・河川名                         | 運転開始           | 備考                                                            |
| ------------------ | ------------------ | --------------------------------------------------------------- | -------------------------------------- | ------------------ | --------------------------------------------------------------- |
| 蘭川               | 1,200              | 長野県西筑摩郡吾妻村（現・南木曽町） （河川名：木曽川水系蘭川） | 北緯35度35分9.5秒 東経137度35分26.4秒  | 1925年10月         | 前所有者：木曽電気 現・関電蘭川発電所                           |
| 川上川             | 100                | 恵那郡川上村（現・中津川市） （河川名：木曽川水系川上川）       |                                        | 1914年6月          | 前所有者：木曽電気 （1961年9月廃止）                            |
| 高橋               | 510                | 恵那郡中津町（現・中津川市） （河川名：木曽川水系中津川）       |                                        | 1923年10月         | 前所有者：中津電気 （1962年3月廃止）                            |
| 大西               | 170                | 恵那郡中津町（現・中津川市） （河川名：木曽川水系中津川）       |                                        | 1906年4月          | 前所有者：中津電気 （1961年7月廃止）                            |
| 阿木川             | 450                | 恵那郡大井町（現・恵那市） （河川名：阿木川・濁川）             | 北緯35度28分50.0秒 東経137度23分38.2秒 | 1919年11月         | 前所有者：東濃電化 1938年8月「大井」から改称 現・中電奥戸発電所 |
| 糟里               | 50                 | 恵那郡中野方村（現・恵那市） （河川名：木曽川水系中野方川）     |                                        | 1921年11月         | 前所有者：中央水力電気 （1955年6月廃止）                        |
| 庄内川水系の発電所 |                    |                                                                 |                                        |                    |                                                                 |
| 発電所名           | 出力 (kW)          | 所在地・河川名                                                  | 所在地・河川名                         | 運転開始           | 備考                                                            |
| 小里川第三         | 200                | 恵那郡陶町（現・瑞浪市） （庄内川水系小里川）                   | 北緯35度19分45.8秒 東経137度18分34.7秒 | 1925年9月          | 前所有者：東邦電力 （1993年3月廃止）                            |
| 小里川第二         | 135                | 恵那郡陶町（現・瑞浪市） （河川名：小里川・猿爪川）             | 北緯35度19分34.4秒 東経137度18分19.5秒 | 1918年3月          | 前所有者：東邦電力 （1993年3月廃止）                            |
| 小里川第一         | 180                | 恵那郡陶町（現・瑞浪市） （河川名：庄内川水系小里川）           | 北緯35度19分32.6秒 東経137度17分44.4秒 | 1922年8月          | 前所有者：東邦電力 （1993年3月廃止）                            |
| 小里川第四         | 100                | 土岐郡稲津村（現・瑞浪市） （河川名：庄内川水系小里川）         |                                        | 1925年7月          | 前所有者：東邦電力 （1950年2月廃止）                            |
| 妻木川             | 48                 | 土岐郡妻木町（現・土岐市） （河川名：庄内川水系妻木川）         |                                        | 1914年10月         | 前所有者：妻木電気 （1952年10月廃止）                           |
| 土岐川             | 264                | 土岐郡土岐津町（現・土岐市） （河川名：庄内川〈土岐川〉）       | 北緯35度21分4.7秒 東経137度9分39.7秒   | 1906年10月         | 前所有者：東邦電力 （2001年3月廃止）                            |

以上12か所・総出力3,407キロワットの発電所に加え、1939年末時点では5事業者からの受電計7,795キロワットも電源の一部であった。受電の内訳は、日本発送電からの受電が800キロワット（融通電力を除く）、土岐郡電気事業組合（日本発送電からの受電で営業）からの受電が725キロワット、東邦電力からの受電が5,000キロワット、矢作水力からの受電が590キロワット、木曽発電からの受電が680キロワットである。

## 中部配電への統合
1940年（昭和15年）9月、第2次近衛文麿内閣により地域別特殊会社への配電事業再編を盛り込んだ「電力国策要綱」が閣議決定された。これ以後、配電統制に関する法制化の動きが一部事業者の抵抗を排して進められていく。
翌1941年（昭和16年）2月8日、中部合同電気と東邦電力との間で、中部合同電気の電気供給事業およびこれに属する財産を東邦電力が譲り受けるという契約が締結された。2月28日、東邦電力は臨時株主総会において同契約を承認し事業譲受けを決議する。中部合同電気も同日臨時総会を開き、電気供給事業譲渡と会社解散を決議して清算人の選定も済ませた。両社は3月1日付で逓信大臣に対して事業譲渡認可を申請している。しかし東邦電力に対する事業譲渡は認可を得られず結局実行されることはなかった。
1941年8月末、配電統制を規定した配電統制令が公布・施行された。同令に基づき9月6日付で全国の主要事業者に対して国策配電会社の設立命令が一斉に発出される。中部地方では静岡・愛知・三重・岐阜・長野の5県を配電区域とする特殊会社「中部配電株式会社」を設立することとなり、東邦電力・中部合同電気を含む計11事業者に対してその設立命令が手交された。中部合同電気については長野県の信州電気とともに「中部配電株式会社と為るべき株式会社」に指定されている。配電統制令に定められた「配電株式会社と為る」という行為は、法人格をそのまま存続して配電会社に移行するという意味ではなく、商法上の新設合併と同様の手続きにあたる。
翌1942年（昭和17年）4月1日、中部配電を含む全国9社の配電会社が一斉に発足する。これに伴い中部合同電気は同日付で消滅した。統合に際し、中部合同電気の株主に対しては40円払込株式10株の持株につき中部配電の額面50円全額払込済株式が9割2分の割合で交付され（交付株式は計9万2000株）、また別途持株1株につき1円60銭の現金が支払われた。中部配電の発足に伴い、中部合同電気からは統合時に常務を務めた宮川武雄が同社の監事に転じている。
中部合同電気を含む11事業者を統合して発足した中部配電は、翌1943年（昭和18年）にかけて管内に残る残余配電事業の統合を進め、中部合同電気による統合から漏れていた木曽川電力や岐阜県内に散在するすべての町村営事業を統合した。太平洋戦争後の1951年（昭和26年）、電気事業再編成に際して東濃・木曽を含む中部配電区域のほとんどが中部電力へと引き継がれる。旧中部合同電気所属の発電所のうち運転中の11か所も原則中部電力へと引き継がれたが、蘭川発電所のみ1945年（昭和20年）6月に中部配電から日本発送電へと譲渡され、再編成では中部電力ではなく関西電力の帰属となっている。